# Sisenand
Sisenand († 12. März 636) war vom 26. März 631 bis zum 12. März 636 König der Westgoten.
Sisenand unternahm einen erfolgreichen Aufstand gegen seinen Vorgänger Suinthila. Dabei wurde er von einem Heer des mit ihm verbündeten Frankenkönigs Dagobert I. unterstützt. Suinthila wollte kämpfen, wurde jedoch bei Saragossa, bevor es zur Schlacht kam, von seinen Anhängern verlassen und musste abdanken. Unmittelbar danach wurde Sisenand in Saragossa zum König gewählt. Offenbar handelte es sich um eine weitverbreitete Adelsverschwörung gegen Suinthila, der sich durch eine antiaristokratische Politik missliebig gemacht hatte.
Sisenand ließ seine Machtübernahme durch das 633 einberufene 4. Konzil von Toledo sanktionieren, das den Thronwechsel mit angeblichen Übeltaten Suinthilas rechtfertigte. Die Abdankung Suinthilas wurde dabei so dargestellt, als hätte er seine Fehler eingesehen und daraufhin freiwillig abgedankt. Damit vermieden die Bischöfe, durch ausdrückliche Zustimmung zur gewaltsamen Absetzung eines Königs einen Präzedenzfall zu schaffen.
Sisenands Herrschaftszeit verlief relativ ruhig. Er gründete keine Dynastie; vermutlich hatte er keine thronfolgefähigen Kinder. 